# 胞子

粒子状物質の分類（マイクロメートル）

胞子（ほうし, Spore）は、シダ植物・コケ植物および藻類、菌類（キノコ・カビ・酵母など）、あるいは原生生物のうちの変形菌などが形成する生殖細胞を指す。胞子による生殖を胞子生殖と呼ぶ場合がある。
また、鞭毛を持って運動する胞子を、遊走子と呼ぶ。
細菌の芽胞も胞子や内生胞子と呼ぶことがあり、英語表記もspore であるが，はたらきが異なるためここでは述べていない。

## 定義
胞子と呼ばれるのは、その生殖細胞が、以下のような特徴のすべて（あるいはそのいくつか）を有している場合である。
1. 特定の器官で形成される単細胞の（もしくは少数細胞で構成された）構造。
2. 多数がまとめて形成され、広く分散される。
3. 適当な条件下で発芽し、単独で成長して新しい個体を形成する。
4. 比較的厚い膜に包まれ、耐久性がある。

しかしながら、多くの例外があり、むしろ上に列記したような生物群が形成する生殖細胞をいちおうひとまとめにして胞子と呼ぶ、という傾向がある。たとえば、菌類が形成する無性胞子のうちには、特定の器官内にただ一個しか形成されない場合もみられるし、そもそも菌類には「個体」という概念がなく、「新しい個体」を形成するという定義を当てはめることができない。

種子植物の場合、胚嚢細胞や花粉四分子がシダ植物の胞子と相同の器官ではあるが、もはや上記の定義にはそぐわない。
維管束植物やコケ植物の中には、より多数の細胞からなり、ある程度組織化された散布体を作るものがあるが、そのようなものは通常は胞子とは呼ばず、芽子などと称される。
藻類などでは、単独で成長することのできる生殖細胞を形成する場合がある。これをも胞子の一型に含める考え方もある。
また、マラリア原虫を含む原生動物に胞子虫と呼ばれる分類群がいくつか存在し、それらの生殖細胞にも胞子という言葉が当てられる。恐らく、胞子虫の生殖細胞が、一度に多数の小さい細胞に分割されて分散する過程が胞子を想像させたものと思われる。

## さまざまな胞子

### 性別を有する場合と欠く場合
菌類においては、ごく普遍的に見出される。核の融合とそれに続く減数分裂とを経て形成される胞子を指して、一般には有性胞子と呼ぶ。ただし、菌の種類によっては、核の融合と減数分裂との結果として作られた雌雄それぞれの核が、一個の胞子に同時に配分される場合もあり、この場合、見かけ上からは胞子に性別がないように誤られやすい。
核融合および減数分裂を経ずに、性的和合性を有した複数の核を含む細胞断片がそのまま胞子として機能する例はごく普遍的で、この型の胞子は分生子（ぶんせいし）と称され、慣例的には無性胞子の一型として扱われる。ただし、複数の核を含む細胞であっても、それらの核の間に性的和合性がない場合は、他の細胞との間で性的和合（接合）を果たさなければ以後の生活環をまっとうできないことになるため、こちらは有性胞子として区分される。

### 二形がある場合
胞子に雌雄の性的二形がある場合、雌性の胞子を大胞子といい、雄性の胞子を小胞子という。この区別は、胞子の見かけのみに基づくもので、雌性の胞子のほうがより小形であることもしばしば見られる。菌類では、雌性胞子を指して不動精子の呼称が当てられる場合もあり、さらに性的な区別とは別に、三つまたはそれ以上の異なったタイプの胞子を生じる菌も少なくない。

### 形性される部位
胞子の形成過程において、それが細胞内に形成される場合、これを内生胞子と呼ぶ。また、その形成器官はしばしば胞子嚢と称されるが、シダ類や蘚類などのように、多数の細胞で構成される場合にのみ胞子嚢の呼称を当て、単一の細胞の内部に胞子を形成される場合（子嚢菌類など）に対しては子嚢という呼び名を当てるのが慣例になりつつある。また、単一の細胞内に形成された胞子が鞭毛を備えている場合（これを遊走子、あるいは遊走細胞と呼ぶ）、その形成細胞を特に遊走子嚢と呼ぶ。
胞子が外部に形成される場合、外生胞子と呼ばれる。担子菌類、およびごく一部の変形菌において見出される。

### 生活環との関連
体細胞分裂によって形成される胞子を栄養胞子、減数分裂によって形成される胞子を減数胞子という。

### その他の区分
菌類では、発芽した胞子が菌糸とならず、より小形な胞子を形成するものが存在する。この場合に新たに形成された胞子を二次胞子と呼ぶが、この呼称は複数の細胞で形成された胞子がより少数の細胞からなる断片に分割され、その断片のおのおのが独立した胞子として機能する場合（たとえばセミタケなど）にも適用され、ややあいまいな用語である。卵菌類では遊走子がシストを形成し、やや形の異なる遊走子に変形したあとで再び分散する例があるが、これらをそれぞれ一次遊走子、二次遊走子という。

### 状態
菌類の場合、胞子が粘液質に埋もれて形成される例があり、これを湿性胞子（wet spore）という。これに対して、胞子が乾燥してバラバラになる状態のものは乾性胞子（dry spore）と称される。このような相違は胞子分散の様式に関係しているとも考えられている。粘液に閉じこめられたものは、動物などに付着して運ばれるのではないかなどと考えられるが、必ずしもそうではなく、たとえばクモノスカビは胞子嚢の壁がいったん溶解して粘液質になり、その後に再び乾燥して崩壊し、胞子は風や水流によって分散される。

## 代表的な群

### シダ植物・コケ植物の場合
いずれも、複相世代の植物体に胞子嚢が作られ、その中に胞子が形成される。胞子形成時に減数分裂が伴うので、胞子は単相である。

### 菌類の場合
菌類では、分類群によって胞子の形成様式に非常に多種多様な違いがある。
どのような胞子を作るか（特に減数分裂に関わる胞子の形成様式）は、菌類の分類では非常に重要視される。詳細は各分類群を参照のこと。→ツボカビ門・接合菌門・子のう菌門・担子菌門・不完全菌
接合菌門のものは胞子嚢胞子を形成するとされているが、すべての種がそうであるか否かは論議がある。
胞子嚢の基部が崩壊し、胞子嚢そのものが分散単位となる小胞子嚢を形成する菌群があり、しかもその中には、胞子嚢内に胞子がただ一個しか作られないものがある。この場合、分生子との区別が困難である。また、ハエカビ目やトリモチカビ目の形成するものは、機能的には真性の分生子であるとの説もある。
また、栄養菌糸の一部が区画され、細胞壁が肥厚した厚壁胞子（厚膜胞子とも）の形成も、さまざまな菌類に見られる。休眠機能を持ったもののみを真の厚壁胞子として扱うのが妥当であるという意見もあるが、休眠機能を持つかどうかの判断は現実には困難であり、慣用的に細胞壁が厚い胞子を指して用いられている呼称に過ぎない。